# 沈溍
沈 溍（しん しん、生没年不詳）は、明初の官僚・政治家。字は尚賢。本貫は杭州府銭塘県。

## 生涯
1385年（洪武18年）、進士に及第し、庶吉士となった。兵部に入り、明敏で知られた。1387年（洪武20年）、兵部左侍郎として試用され、兵部の事務を掌握した。1389年（洪武22年）2月、兵部尚書に進んだ。ときに広西都司が譙楼を建て、青州衛が兵器を造って、いずれも民衆の財産を勝手に徴発していた。沈溍は都司や衛所が造営作事を行うときには、必ず都督府が奏上して許可を得るようにした。官は物料を給与し、勝手に民衆を使役しないようにし、違反した者は罪に問うこととした。また武臣が民事に関与するのを禁止した。このころ戦乱が終息し、沈溍の尽力によって武臣の横暴を成文法によって抑制できるようになった。また衛所の世襲と軍兵の補充の方法を定めた。洪武帝が統治の要は賢者を進めて、不肖な者を退けることにあると述べたことがあったが、沈溍は「君子は常に少なく、小人は常に多いので、上におかれましては厳しく小人を叱責して、賢者を挙げて不仁の者を遠ざけていただきたい」と発言したので、洪武帝はその言を褒めた。1390年（洪武23年）5月、沈溍は秦逵と任を交代して工部尚書に転じた。6月、兵部尚書にもどされた。1391年（洪武24年）10月、事件に連座して免官された。